# ザ・エレクトリカルパレーズ
ザ・エレクトリカルパレーズは2020年にYouTubeチャンネル「ニューヨークチャンネル」で公開された日本のドキュメンタリー映画。監督は同チャンネル作家の奥田泰。

## あらすじ
2011年、NSC東京校17期生に謎のグループが現れた。ザ・エレクトリカルパレーズ（エレパレ）はメンバーの名前を記した揃いのTシャツやオリジナルのテーマソングを作成し、複数の女生徒と関係があると噂される。その噂は芸人たちの間で話題となったが、誰も正確な情報を掴めないまま忘れ去られた。
9年後、ニューヨークチャンネルはエレパレの正体を探るべく調査を開始した。お笑いを志した若者たちは、なぜそのような組織を作り、何をしようとしていたのか。取材を進める中で17期生が隠した真実を解明する。

## 出演者
以下は動画の概要欄に基づく情報。
- ニューヨーク
- 鈴木もぐら（空気階段）
- オズワルド
- ガーリィレコードチャンネル
- 遊佐亮介
- 侍スライス
- きょん（コットン 旧ラフレクラン）
- 吉川きっちょむ（旧ゲオルギー）
- 宮崎拓也（ワラバランス）
- 山脇わきコ
- 桜井智宏
- 西村真二（コットン 旧ラフレクラン）

### スタッフ
- 監督 - 奥田泰
- 構成 - チェ・ひろし、金井一樹
- 編集 - 岡村佳代子
- 画像 - ウチュウクン
- 主題歌 - 平林純